# Placiphorella borealis
Placiphorella borealis är en blötdjursart som beskrevs av Henry Augustus Pilsbry 1893. Placiphorella borealis ingår i släktet Placiphorella och familjen Mopaliidae. Inga underarter finns listade i Catalogue of Life.